# Баде, Эрнст-Гюнтер
Эрнст-Гюнтер Бааде (нем. Ernst-Günther Baade; 20 августа 1897 — 8 мая 1945) — немецкий военачальник, генерал-лейтенант вермахта, командующий 90-й лёгкой пехотной дивизии (с декабря 1943 по декабрь 1944 года) и 81-м армейским корпусом (с 10 марта по 13 апреля 1945 года) во время Второй мировой войны. Кавалер Рыцарского креста Железного креста с Дубовыми Листьями и Мечами, высшего ордена нацистской Германии. Скончался от ранения 8 мая 1945 года, в последний день войны.

## Первая мировая война
18 августа 1914 года добровольцем вступил в армию, в уланский полк. Воевал на Восточном фронте. С июня 1915 года — унтер-офицер, с мая 1916 года — фенрих (кандидат в офицеры), с августа 1916 года — лейтенант. За время войны награждён Железными крестами обеих степеней и Ганзейским крестом.

## Между мировыми войнами
Продолжил службу в рейхсвере, в кавалерии. К началу Второй мировой войны — командир разведбатальона, майор.

## Вторая мировая война

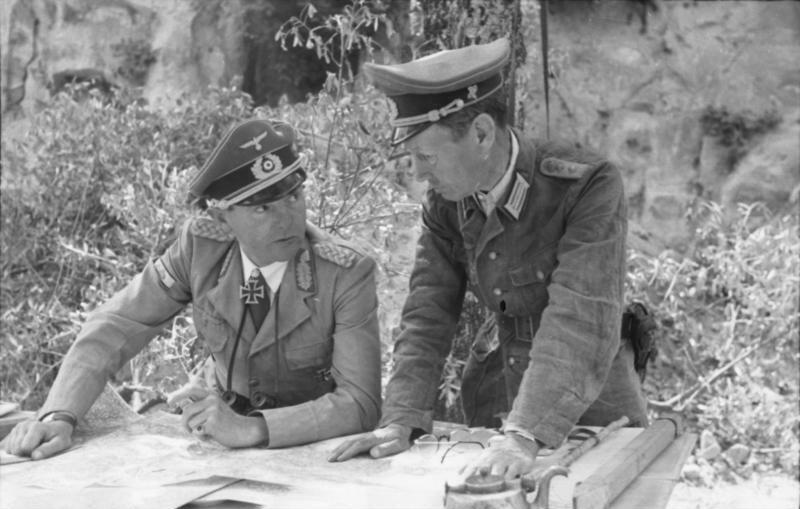
Эрнст Гюнтер Бааде (слева)

Участвовал в Польской и Французской кампаниях. С декабря 1939 года — командир батальона 22-го конного полка (Reiter-Regiment), с марта 1940 года — подполковник.
С 22 июня 1941 года участвовал в нападении на Советский Союз. В августе 1941 года был тяжело ранен. Награждён Золотым немецким крестом.
С апреля 1942 года — полковник, командир 115-о стрелкового полка 15-й танковой дивизии (в Африке). В июне 1942 года — награждён Рыцарским крестом. В июле 1942 года — тяжело ранен в боях под Эль-Аламейном. С декабря 1942 года — полковник Бааде прикомандирован к штабу вооружённых сил Италии.
В начале 1943 года командует 999-й лёгкой африканской дивизией. В сентябре-октябре 1943 года — командует 15-й танковой дивизией (в Италии), в ноябре-декабре 1943 года — 65-й пехотной дивизией, затем с конца декабря 1943 года — командует 90-й танково-гренадерской дивизией.
В феврале 1944 года — награждён Дубовыми листьями к Рыцарскому кресту. С марта 1944 года — генерал-майор, с августа 1944 года — генерал-лейтенант. В ноябре 1944 года — награждён Мечами (№ 111) к Рыцарскому кресту с Дубовыми листьями.
С декабря 1944 по февраль 1945 года — генерал-лейтенант Бааде в командном резерве. В марте 1945 года — командовал 81-м армейским корпусом (в Германии). 18 апреля 1945 года — назначен в штаб командования на Северо-Западе. 24 апреля 1945 года — ранен в результате налёта британских штурмовиков, умер в госпитале 8 мая 1945 года.

## Награды
- Железный крест (1914) 2-го класса (25 ноября 1916)
- Железный крест (1914) 1-го класса (24 декабря 1917)
- Ганзейский крест Гамбурга
- Нагрудный знак «За ранение» в чёрном (1 июля 1918)
- Почётный крест Первой мировой войны 1914/1918 (1934)
- Медаль «За выслугу лет в вермахте» 2-го класса (2 октября 1936)
- Пряжка к Железному кресту 2-го класса (18 сентября 1939)
- Пряжка к Железному кресту 1-го класса (5 июня 1940)
- Немецкий крест в золоте (2 ноября 1941)
- Рыцарский крест Железного креста с дубовыми листьями и мечами
  - рыцарский крест (27 июня 1942)
  - дубовые листья (№ 402) (22 февраля 1944)
  - мечи (№ 111) (16 ноября 1944)
- Нагрудный штурмовой пехотный знак
- Манжетная лента «Африка»
- 2 раза упоминался в «Вермахтберихт» (8 февраля 1944, 27 мая 1944)